# Миколаївка (Краматорський район)
Микола́ївка — село Костянтинівської міської громади Краматорського району Донецької області, України.

## Загальні відомості
Відстань до центру громади становить близько 11 км і проходить автошляхом місцевого значення. Територія Миколаївки межує із містом Часів Яр (мікрорайон Шевченко). Селом протікає річка Грузька.
Центр колишньої Миколаївської сільської ради.

## Історія
Першою документальною згадкою про поселення на території сучасної Миколаївки є подвірний перепис від 1794 року, де село Білогір’я Грузька знаходиться у власності Степана Макаровича Ларіна.
Степан Ларін був одним із братів прапорщика Гаврили Макаровича, третім був - Іван Ларін. Гаврило Макарович Ларін мав двох синів: Іллю та Макарія.
Гаврилі Ларіну належало 86 десятин землі поблизу Бахмута, 40 з яких належали його дружині Ірині Антоновні. У Степана Ларіна було 1 982 десятини, а у Івана – 9 822 десятини. Титулярний радник Степан Макарович мав у Білогір'ї Грузька, у 12-ти верстах від Дружківки, 64 селянина та млин.
У подвірному переписі від 1794 року згадується і решта хуторів Грузьких, всі вони мали різних власників:
- поміщик прапорщик Михайло Захарович Ізносков;
- поміщиця вдова корнета Пелагея Іванівна Ізноскова;
- поміщиця вдова підпоручника (ім’я пропущене) Андріївна Бредіхіна;
- сини Олексія Бредіхіна: Семен, Іван, Федір;
- поміщик секунд-майор Федір Сергійович Бредіхін.[3]

Опис ревізії Бахмутського повіту від 1795 року зазначає, що село Білогір’я Грузька було заселено після 1784 року, а селяни значаться як українці, піддані поміщика титулярного радника Степана Макаровича Ларіна. Також вперше згадується поселення під назвою Грузька поміщика з дворян кадета Івана Антоновича Сегедія.
В описі міст і повітів Катеринославської губернії від 1798 року село Білогір’я Грузька значиться у власності титулярного радника Степана Макаровича Ларіна. Тут налічується 35 чоловіків та 29 жінок. Поселення описувалося так: “На правому березі річки Грузької на пригорку панський маєток, став, млин о двох поставах, дача коло річки. З правої сторони Біленька, при Бабаковому Яру, з лівої сторони при вершині Часового Яру, при великій дорозі з міста Бахмут до міста Костянтиноград. Земля глиниста, подекуди кам’яниста, врожай хліба посередній, трави родяться гірше, піддані на пашні.”
Вперше згадується назва ще одного поселення - Наталінське Грузька секунд-майора Мінстера у власності прапорщика Ізноскова. Тут налічується 23 чоловіка та 31 жінка. Поселення описувалося так: “При річках Грузької праворуч та Білої ліворуч, при Бабаковому Яру, Полаєвом, при вершині Дальних Ступок та при великій дорозі з міста Бахмут до міста Костянтиноград. Ґрунт землі глинистий, подекуди кам’янистий та ліс. Хліб та трави родяться посередньо, ліс форостяний, піддані на пашні.”
Землі при Наталінському також значилися у власності дворянина реєстратора Сегедія та колезького асесора та поручника Бредіхіних. У першому поселенні значилося 6 чоловіків та 3 жінки, у другому - 17 чоловіків та 17 жінок.
Згідно планів дач генерального та спеціального межування від 1801 року село Білогір'я Грузька знаходиться у володінні губернського секретаря Гаврили Макаровича Ларіна.
Про заснування Білогір’я статистичні відомості 1886 року наводять слова столітнього місцевого мешканця: “Населення спочатку складалося переважно з утікачів-українців та росіян, серед яких був і його батько, який втік із Росії, рятуючись від солдатчини. У ті часи батькові не раз траплялось бачити вранці біля водопою летючі загони запорожців. Життя, до роздачі земель поміщикам, було безперешкодне та вільне. Першим поміщиком був М.Г. Ларін, за яким вільних поселенців закріпили через ревізію, проте вони вже настільки звикли ставитися до пана як до рівного, що довго не підкорялися йому беззастережно. Щоб змусити селян працювати на панщині понад один день, поміщик оголошував буцімто царські укази — наприклад, наказ поспішити зі жнивами хліба. Але з часом селяни остаточно змирились зі своїм становищем і почали працювати на пана по три дні на тиждень. Пізніше, наприкінці 1830-х років, їх перевели на повну панщину, і так залишалось аж до звільнення з кріпацтва. При визволенні вони отримали дарований чвертний наділ, більша частина якого складалася з кам'янистих, важко придатних для обробітку місць, тому половина цієї землі використовувалась під випас.”
Про утворення поселення Миколаївка-Грузька збірник статистичних відомостей 1886 року пише наступне: “На крутому пагорбі, обмеженому з одного боку болотами річки Грузької, а з іншого — глибоким яром, існував колись редут запорозького козацтва. Зі зникненням звідси козаків, залишені ними землянки, за припущеннями селян, стали початком тих хуторів, пам’ять про які збереглася донині. Саме по річці Грузькій з давніх часів існували три хутори: Ізноскова з 5-ма дворами, Палагеєнкова з 4-ма та Філевського з 15-ма; кожен з хуторів називався Грузьким. Яким чином опинилися хутори в руках згаданих власників - переказ мовчить, але першими їхніми поселенцями називають утікачів-великоросів.
За тридцять років до звільнення селян із кріпацької залежності, ці хутори почали переходити у власність Івана Петровича Плещеєва, і до 1861 року вже всі належали йому. 1862 року селяни всіх Грузьких хуторів і навколишнього села Горбаконівки (близько 100 душ) були переселені в один пункт, на хутір Грузький, колишній Ізноскова, де й оселилися на нововідведених садибах. Новоутворене поселення отримало назву Миколаївка-Грузька. До переходу у власність Плещеєва селяни жили в бідності, бо декілька родин були змушені працювати переважно на поміщика і підтримувати його господарство. Але за останнього власника їхнє становище покращилось — завдяки збільшенню робочих рук і добрим взаєминам із поміщиком. Плещеєв сплачував податки за селян, надавав необмежено землі для ріллі та сіножатей, селянська худоба паслася по всій панській толоці; у випадку падежу худоби він надавав їм свою — з оплатою, наскільки дозволяли можливості. Селяни, зі свого боку, працювали на поміщика три дні на тиждень.”
У фонді з викупних операцій Бахмутського повіту періоду 1862-1867 років Грузька значиться у власності поміщика Плещеєва.
В списку населених пунктів Бахмутського повіту від 1863 року на чумацькій дорозі Бахмут-Слов’янськ значиться власницьке село Грузька (Плещеєва) при річці Грузькій, де проживало 114 осіб (58 чоловіків та 56 жінок).
По ліву сторону цієї дороги значаться інші власницькі села на відстані 15 верст від Бахмута: Неонилівка (69 мешканців), Грузька (55 мешканців), Олександрівка (75), Катеринівка (63), Миколаївка (42) та Білогір’я (Грузька) в 14 верстах від Бахмута, де проживало 33 мешканця.
У збірнику статистичних відомостей від 1886 року у Дружківський волості значиться село Миколаївка-Грузька в 15 верстах від міста Бахмут. Тут проживало 293 мешканця (147 чоловіків та 146 жінок), з них грамотними вважалося лише 5 чоловіків. Також значаться 80 пар волів, 29 коней, 115 голів великої рогатої худоби та 337 малої. Значаться 5 промислових закладів та чайна, відкрита товариством за допомогою місцевого землевласника Ф.І. Плещеєва.
На тій же відстані від Бахмута значиться і село Білогір’я, де проживав 81 мешканець (40 чоловіків та 41 жінка). Також було 24 пари волів, 10 коней, 35 голів великої рогатої худоби та 90 малої.
Серед землевласників 1886 року значаться:
- спадковий дворянин Котляревський - власник 1080 десятин землі при селі Миколаївка (15 верст від Бахмута), що мав тут 4 житлових споруди, 8 нежитлових та вітряний млин;
- дворянин Ф.І. Плещеєв - власник 1876 десятин землі при селі Миколаївка (12 верст від Бахмута), що мав тут 13 житлових споруд та 11 нежитлових;
- -дворянка Феніна К. І. - власниця 623 десятин землі при Білогір’ї (15 верст від Бахмута), що мала тут лише 1 житлову споруду, 3 нежитлові та каменоломні.

Також зазначається, що Плещеєв Микола Федорович був управителем маєтку та 2405 десятин землі при селі Білокузьминівка, де він здає в оренду на 3 роки водяний млин о двох поставах та сукновальню за 475 рублів на рік. Також заробляє на продажі крейди по 20 копійок за віз. Окремо значиться, що 509 десятин землі у нього викупили селяни Віролюбівки.

### Радянський період
Радянська окупація відбулася наприкінці 1917 року.
Часовоярський військово-революційний комітет підрайону відзначав у кінці грудня 1919 року, що від реквізиції 42 дивізії Червоної Армії (1-ї Кінної Армії) постраждали 84 селянина з села Миколаївка, 46 - з хутора Березовського, 29 - з хутора Федорівка: у яких відібрали овес, сіно та вози.
Вогнетривкі заводи та кар’єри з видобутку глини на початку 20-х років підпорядковувались різним органам новоствореної радянської влади. Так, завод чеха Вікентія Войтеховича Штерцера відносили до Миколаївської сільради. 1927 року на базі заводу Штерцера почалось будівництво заводу “імені 10-річчя Октября”.
Згідно перепису від 1926 року до Миколаївської сільської ради Костянтинівського району увійшли: село Миколаївка (Грузька), хутір Білогорівка, хутір Бродський, село Катерино-Олександрівка, хутір Колишній маєток Котляревського, хутір Кам’янець-Подільський.
Населення Миколаївки (Грузька) становило 818 осіб (417 чоловіків та 401 жінка). 770 з них значаться як українці, 37 - росіяни, 8 - німці. Населення Білогорівки 191 особа (109 чоловіків, 82 жінки), з них 189 - українці, 2 - росіяни. На хуторі Колишній маєток Котляревського проживало 37 осіб (16 чоловіків, 21 жінка), всі значаться як українці.
Першим сільським головою був Iван Омелянович Лісничий. Очільником першого колгоспу став Карпо Хомич Медведєв. Колгосп «імені Кірова» на базі села був створений шляхом об’єднання менших сільськогосподарських кооперативів «Селінтерн», «Петровський» та «Прогрес».
Згідно перепису від 1936 року до Миколаївської сільської ради Костянтинівського району увійшли: село Миколаївка, хутір Білогірка, хутір Бродський, хутір Веселий, хутір Катерино-Олександрівський, хутір Кам’янець-Подільський, приміське господарство Хімічного заводу.
5 вересня 1943 року до деяких сел Костянтинівського району увійшла радянська армія, серед них: Олександро-Шультине, Миколаївка, Катерино-Олександрівка, а також хутори Веселий, Бродський та Кам’янець-Подільський.
2 червня 1945 року депутати обласної ради постановили село Миколаївку та хутори Веселий, Подільський та Бродський, Миколаївської сільради вважати за один населений пункт - село Миколаївка.
У 1945-1947 роках посаду голови Миколаївської сільської ради все ще обіймав I.О. Лісничий. Був створений новий колгосп “імені Суворова”, який неодноразово відзначали за досягнення в розвитку тваринництва. Було побудовано приміщення сільської ради, клуб на 200 місць, відкрита бібліотека з фондом 6300 книг, фельдшерсько-акушерський пункт, прокладені дороги.
1947 року сільська рада та колгосп роз’єдналися, і головою колгоспу став Iван Миколайович Ситнік, який пізніше (1952 – 1954 роки) очолив Миколаївську сільську раду. З 1954 по 1958 рік головою сільради працював Василь Йосипович Голобородько. Колгосп очолив Микола Трохимович Жулій. В цей період були асфальтовані дороги, будувалися нові ферми. Від 1964 року колгосп очолив В.П. Коржов.
Головою Миколаївської сільради з 1960 по 1970 рік обирався жителями села Володимир Iванович Чорний, потім Матвій Павлович Циміданов, Євген Михайлович Коваленко. Було прокладено новий водопровід довжиною 19,5 кілометрів, побудовані дороги до Подільського та Часового Яру, заасфальтовані вулиці, реконструйована гребля, побудована нова восьмирічна школа, дитячий садок у селі Червоне. Працюють сільське споживче товариство, 4 крамниці, їдальня, павільйон побутового обслуговування.
Пізніше колгосп було реорганізовано у бригаду № 2 колгоспу «Червоний партизан». Урядовими нагородами було відзначено колишнього голову М. Т. Жулія та бригадира механізаторів Г. І. Саєнка.

### Незалежна Україна
З 1991 по 2006 рік Миколаївську сільську раду очолювала Клавдія Корніївна Козаченко - випускниця Приазовського сільськогосподарського технікуму, зоотехнік колгоспу. Очолювала дитячий садок у Миколаївці. В цей період відбулася газифікація та телефонізація села.
2001 року Миколаївська загальноосвітня школа була реорганізована в загальноосвітню школу-садок I-II ступенів, а з 2004 року ця освітня установа перейменована в Миколаївський навчально-виховний комплекс.
15 січня 2021 року Миколаївський старостинський округ став частиною Костянтинівської ОТГ. В селі працює сільський клуб, бібліотека, дитячий садок «Сонечко».
Більшу частину бюджету у вигляді земельного податку наповнює АТ «Часовоярський вогнетривкий комбінат», який видобуває на території округу глину.

## Інфраструктура
У селі є такі заклади:
- Часівоярський вогнетривкий комбінат
- Миколаївський навчально-виховний комплекс;
- сільська бібліотека;
- сільська клуб;
- ФАП;
- поштове відділення.

## Населення
За даними перепису 2001 року населення села становило 644 особи, з них 79,5 % зазначили рідною мову українську, 19,72 % — російську, 0,16 % — білоруську та циганську мови.